# آلمرسباخ
آلمرسباخ (به آلمانی: Almersbach) یک شهر در آلمان است که در التنکیرچن واقع شده‌است. آلمرسباخ ۴۴۴ نفر جمعیت دارد.